# Hiroyuki Agawa
Hiroyuki Agawa (jap. 阿川 弘之 Agawa Hiroyuki; ur. 24 grudnia 1920 w Hiroszimie, zm. 3 sierpnia 2015 w Tokio) – japoński pisarz i autor powieści biograficznych. 

## Życiorys

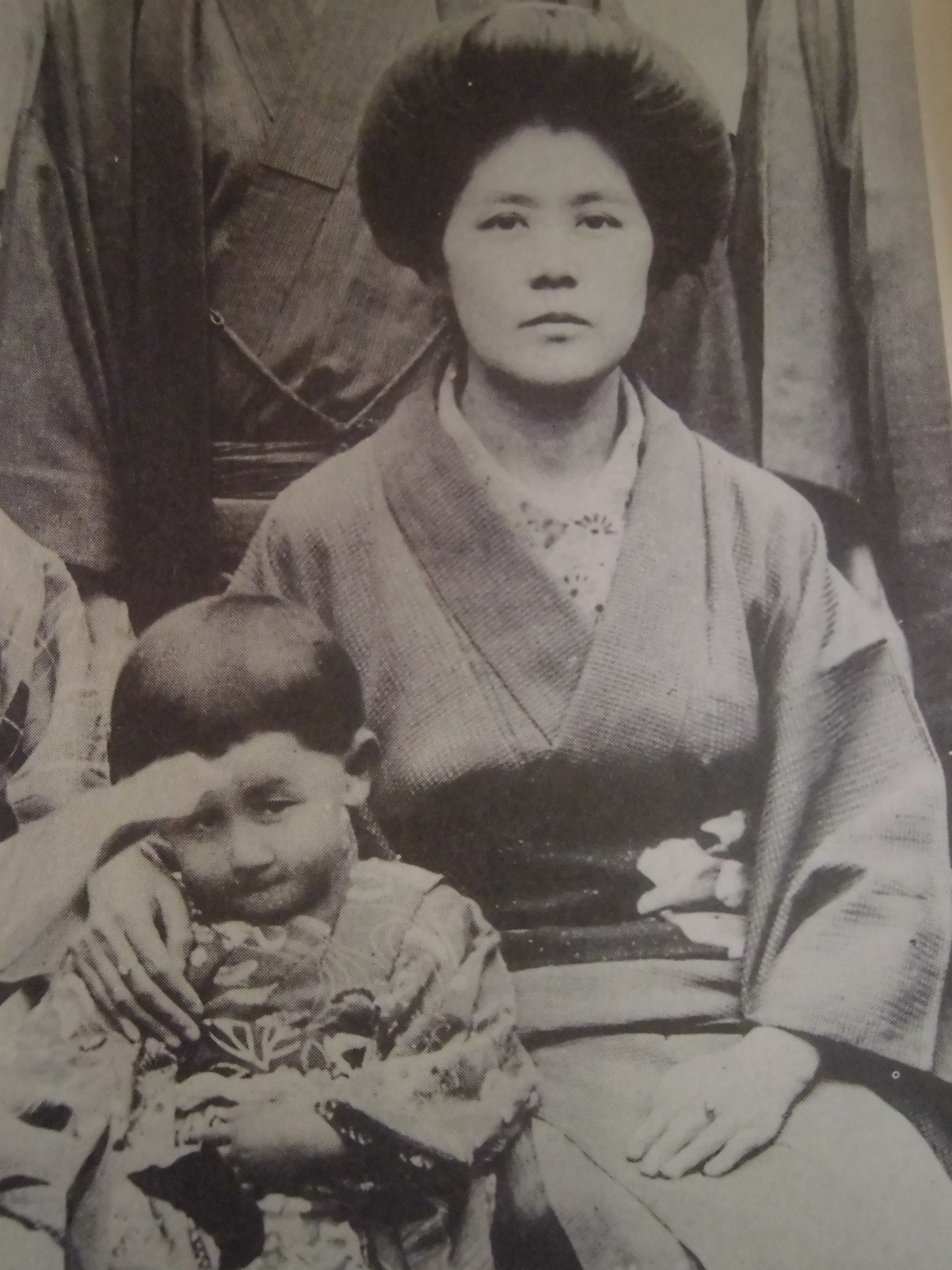
Hiroyuki Agawa z matką

Hiroyuki Agawa urodził się 24 grudnia 1920 r. w Hiroszimie. Jego ojcem był Kōichi Agawa (1870–1948), przewodniczący japońskiej izby handlowo-przemysłowej w Changchun. Po ukończeniu Tokijskiego Uniwersytetu Cesarskiego w 1942 r. został powołany do wojska i przeszedł szkolenie w Korpusie Lotnictwa Marynarki Wojennej. W marcu 1946 r. wrócił do Hiroszimy zniszczonej po zrzuceniu bomby atomowej w sierpniu 1945 roku. Rodzice Agawy przeżyli atak.   
W 1946 r. opublikował opowiadanie Nennen-saisai (年年歳歳) o żołnierzu powracającym do Hiroszimy po zrzuceniu bomby atomowej. Doświadczenia przyjaciół i bliskich połączył w świadectwo jednej rodziny. Ówczesna cenzura okupacyjna była surowa, ale opowiadanie zostało wydane, ponieważ nie odnosiło się do problemów następstw zrzucenia bomby i nie zawierało jawnej krytyki rządu amerykańskiego. 

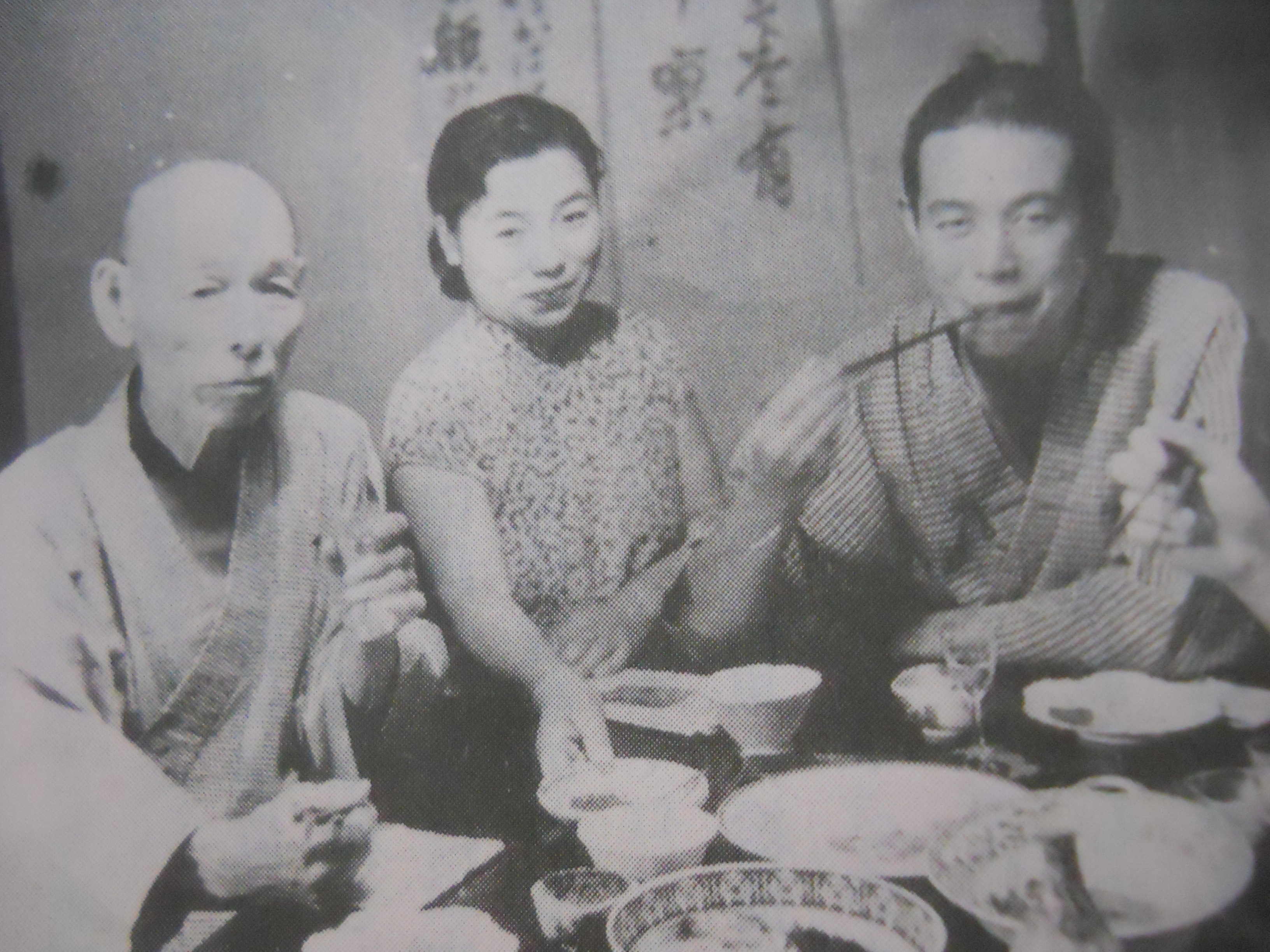
Hiroyuki Agawa z ojcem

W 1953 r. wydał pierwszą książkę Haru no shiro (春の城) powieść autobiograficzna, za którą w 1953 r. otrzymał prestiżową nagrodę literacką Yomiuri. W 1955 r. wydał książkę Kumo no bohyō (雲の墓標) opartą na pamiętnikach japońskiego pilota, opisującą cierpienia młodych ludzi szkolonych do wykonywania samobójczych lotów jako kamikaze. W 1957 r. nakręcony został na podstawie tej książki film Sora yukaba w reżyserii Manao Horiuchi.  
Agawa pisał głównie książki dotyczące okresu II wojny światowej, wydał także cztery biografie: Yamamoto Isoroku (1965), Yonai Mitsumasa (1978), Inoue Seibi (1986) i Shiga Naoya (1994). 
W 1994 r. otrzymał nagrodę Noma Bungei Shō, a w 1999 r. Order Kultury (Bunka-kunshō).

## Życie prywatne
Jest ojcem Sawako Agawy (ur. 1 listopada 1953) dziennikarki, prezenterki telewizyjnej i pisarki oraz Naoyukiego Agawy (ur. 14 kwietnia 1951), profesora prawa na Uniwersytecie Keiō.

## Wybrane dzieła
- 1946 Nennen-saisai (年年歳歳)
- 1952 Haru no shiro (春の城)
- 1955 Kumo no bohyō (雲の墓標)
- 1957 Yoru no namioto (夜の波音)
- 1959 California (カリフォルニヤ)
- 1960 Saka no ooi machi (坂の多い町)
- 1961 Aoba no kageri (青葉の翳り)
- 1966 Gentō (舷燈)
- 1967 Gunkan polka (軍艦ポルカ)
- 1968 Mizu no ue no kaiwa (水の上の会話)
- 1969 Yamamoto Isoroku (山本五十六)
- 1973 Kurai hatō (暗い波濤)
- 1975 Gunkan Nagato no shōgai (軍艦長門の生涯)
- 1978 Yonai Mitsumasa (米内光政)
- 1982 Thames no mizu (テムズの水)
- 1986 Inoue Seibi (井上成美)
- 1994 Shiga Naoya (志賀直哉)
- 2004 Naki haha ya (亡き母や)